# Глобальний мозок
«Глобальний мозок» (англ. Global brain) — термін-метафора, який використовують відносно всесвітньої інтелектуальної мережі, побудованої людьми за допомогою інформаційно-комунікаційних технологій, які поєднують їх в «органічне» (живе) ціле.
Оскільки Інтернет стає швидшим, інтелектуальнішим, більш всюдисущим і всеосяжним, він щобільше пов'язує нас разом в єдину систему обробки інформації, яка функціонує як «мозок» для планети Земля.
Хоча базова ідея набагато старіша, термін був введений в 1982 році Пітером Расселом у своїй книзі «Глобальний мозок». Як можна розвинути Інтернет для досягнення цієї мети було описано в 1986 році «Інформація маршруту груп — На шляху до глобального супермозку: або як дізнатися, що вам потрібно знати, а не те, що ви думаєте, що ви повинні знати». В першій рецензованій статті на цю тему, яка була написана Майер-Кресс і Барчиз (англ. Mayer-Kress and Barczys) в 1995 році.
Френсіс Хейліген (англ. Francis Heylighen), внесок якого є значним для розвитку концепції , розділив в ній три різні точки зору на глобальний мозок: органіцизм, енциклопедизм і емерджентизм, що розвиваються відносно незалежно, але схоже що тепер зібралися разом в єдиній концепції.

## Застосування в управлінні
Термін «глобальний мозок» застосовується також останнім часом в галузі управління для відображення глобальної інноваційної мережі, яку компанії можуть задіяти для підвищення їх інноваційної цінності. З цієї точки зору, термін відноситься до глобальної мережі вчених, незалежних винахідників, дослідників, клієнтів, постачальників, а також різних типів інноваційних посередників, які сприяють інноваційному процесу (наприклад, розвідники ідей, інноваційні капіталісти, і т.д.) .